# Addison-Wesley
Addison-Wesley è una casa editrice statunitense di libri di testo e manuali di computer. Si tratta di un marchio di Pearson PLC, un'azienda mondiale nel campo dell'editoria e dell'istruzione. Oltre a pubblicare libri, Addison-Wesley distribuisce i suoi libri tecnici tramite il servizio Safari Books Online. La maggioranza delle vendite di Addison-Wesley vengono dagli Stati Uniti (55%) e dall'Europa (22%).
Il marchio Addison-Wesley Professional produce libri, e-book, e video per i lavoratori nell'IT: sviluppatori, programmatori, manager e sistemisti. Tra i titoli classici vi sono The Art of Computer Programming, The C++ Programming Language, The Mythical Man-Month, e Design Patterns. Anche Addison-Wesley Professional è partner di Safari Books Online.